# Búsqueda basada en la selección

Mutación y Selección

Un sistema de búsqueda basado en la selección es un sistema de motor de búsqueda en el que el usuario invoca una consulta de búsqueda utilizando únicamente el ratón. Un sistema de búsqueda basado en la selección permite al usuario buscar en Internet más información sobre cualquier palabra clave o frase contenida en un documento o página web en cualquier aplicación de software de su ordenador de sobremesa utilizando el ratón.
Los sistemas de búsqueda tradicionales basados en navegadores requieren que el usuario inicie un navegador web, navegue hasta una página de búsqueda, escriba o pegue una consulta en un cuadro de búsqueda, revise una lista de resultados y haga clic en un hipervínculo para ver estos resultados. Tres rasgos característicos de un sistema de búsqueda basado en la selección son que el usuario puede invocar la búsqueda utilizando sólo el ratón desde el contexto de cualquier aplicación de su escritorio (por ejemplo, Microsoft Office, Adobe Reader, Mozilla Firefox, etc.), recibir sugerencias categorizadas que se basan en el contexto del texto seleccionado por el usuario (o, en algunos casos, en la sabiduría de los grupos) y ver los resultados en cuadros de información flotantes que pueden dimensionarse, compartirse, acoplarse, cerrarse y apilarse sobre el documento en el que se centra principalmente el usuario.
En su forma más simple, la búsqueda basada en la selección permite a los usuarios lanzar una consulta de búsqueda seleccionando texto en cualquier aplicación de su escritorio. Se cree comúnmente que la búsqueda basada en la selección reduce la barrera del usuario a la búsqueda y permite un número incremental de búsquedas por usuario y día. Los sistemas de búsqueda basados en la selección también parten de la premisa de que los usuarios valoran la información en su contexto. Pueden evitar que el usuario tenga que hacer malabarismos con varias aplicaciones, varios navegadores web o utilizar varios motores de búsqueda por separado.
El término búsqueda basada en la selección se utiliza con frecuencia para clasificar un conjunto de sistemas de motores de búsqueda, incluido un cliente de escritorio y una serie de servicios de computación en nube, pero también se emplea para describir el paradigma de categorizar una palabra clave y buscar en múltiples fuentes de datos utilizando únicamente el ratón. La Organización Nacional de Estándares de Información (NISO) utiliza indistintamente los términos búsqueda basada en la selección y búsqueda basada en el ratón para describir este paradigma de búsqueda web.

## Operación
Los sistemas de búsqueda basados en la selección crean lo que se conoce como una base de datos semántica de términos entrenados. No compilan una base de datos física o un catálogo de la web en el ordenador del usuario. En su lugar, toman la palabra o palabras clave seleccionadas por el usuario, las pasan a varios servicios heterogéneos en línea en la nube, categorizan la(s) palabra(s) clave y, a continuación, compilan los resultados de forma homogénea basándose en un algoritmo específico.
No hay dos sistemas de búsqueda basados en la selección iguales. Algunos simplemente ofrecen una lista de enlaces en un menú contextual a otros sitios web, como la función Aceleradores de Internet Explorer 8 propuesta. Otros sólo permiten al usuario buscar en los archivos de su escritorio, como Macintosh Spotlight, o en un motor de búsqueda popular como Google o Yahoo!, mientras que otros sólo buscan en motores de búsqueda menos conocidos, grupos de noticias y bases de datos más especializadas. Los sistemas de búsqueda basados en la selección también difieren en cómo se presentan los resultados y en la calidad de la categorización semántica que se utiliza. Algunos abren enlaces a contenidos en una nueva ventana del navegador. Otros devuelven el contenido en cuadros de información flotantes que pueden dimensionarse, compartirse, acoplarse, etc.
Uno de los principales retos de la búsqueda basada en la selección es que una lista larga o anidada de categorías se convierte rápidamente en algo difícil de manejar para el usuario. Por tanto, el sistema de búsqueda basado en la selección debe categorizar el texto seleccionado por el usuario e identificar los servicios en línea que se aplican de forma más natural al texto seleccionado. Por ejemplo, cuando el usuario selecciona una dirección, el sistema debe identificarla como la más adecuada para un servicio de mapas en línea como Google Maps. Cuando el usuario selecciona el título de una película, el sistema debe identificar la selección como adecuada para una base de datos de películas como Internet Movie Database. Cuando el usuario selecciona el nombre de una empresa, el sistema necesita identificar el símbolo bursátil concordante y una base de datos financiera adecuada como Yahoo! Finance.

## Calidad de los resultados
La usabilidad puede variar mucho entre los sistemas de búsqueda basados en la selección en función de un gran número de variables. Incluso los sistemas de búsqueda basados en la selección más básicos permitirán al usuario buscar más en la web en el contexto de su trabajo que cualquier motor de búsqueda independiente. Por otra parte, a veces se dice que el proceso es redundante si el sistema no aplica ninguna inteligencia para categorizar el texto seleccionado y asociarlo a un servicio en línea, y se limita a proporcionar al usuario un enlace a su motor o motores de búsqueda preferidos.